# Verdana
Verdana（ヴァーダナ）はヒューマニスティック・サンセリフフォントの一つ。マイクロソフトがコンピュータ用ディスプレイ上での視認性向上のために開発し、1996年に提供して以来世界中の多くのコンピュータで使用されている。

## 開発
Verdanaはイギリスの書体デザイナー・マシュー・カーターがデザインし、モノタイプ社（Monotype）のトム・リックナー（Tom Rickner）がフォントヒンティング（ヒント処理、ピクセル単位でのアウトライン処理）を行った。当時マイクロソフトのタイポグラフィ・グループにいたデザイナーのヴァージニア・ハウレット（Virginia Howlett）はこうした書体の必要性を認識しており、カーターを招いてVerdanaの開発を行っている。「Verdana」は、「緑豊かな」「青々とした」を意味する「verdant」（マイクロソフトのあるワシントン州の愛称、常緑の州 Evergreen state より発想）と、ハウレットの長女アナ（Ana）の名前に由来する。
1996年に提供されて以来、VerdanaはMicrosoft Windowsのこれ以後のバージョン、およびWindows版とMacintosh版両方のMicrosoft Office、Internet Explorerにも同梱されている。加えて、TrueTypeフォントをサポートしているシステムなら、マイクロソフトなどのウェブサイトからVerdanaフォントをダウンロードして使うことも可能である。その結果、世界のほとんどのパーソナルコンピュータにはVerdanaがインストールされている。ある調査では、Windowsのパソコンの95.7%、Mac OSのパソコンの92.8%でVerdanaが使用可能とされる。

## 特徴
Verdanaは、同じヒューマニスティック・サンセリフ体のFrutiger（フルティガー）と同様の視認性のよさ、スリムさ、安定感を備えている。案内標識のためにデザインされたFrutigerとは違い、Verdanaはコンピュータ用ディスプレイ上でサイズを小さくしても読めるようにデザインされている。
タイポグラフィ上の特徴は、
- セリフ（文字の線の端につけられる飾り）がない
- エックスハイト（x-height, 小文字の「x」に基づく、アルファベット小文字の基本的な大きさ）が高い
- 横幅が大きい
- 字間が広い
- 曲線を強調しているためカウンター（counter, 文字の曲線で囲まれた部分で、d や p のように完全に閉じているものや、c や s のように開口部を残しているものを含む）が大きい
- 小文字エル（l, 直線状）、大文字アイ（I, 直線の上と下に横線が追加されている）、数字の一（1, 下に横線、上左にかぎが追加されている）のように形の似た文字ははっきり区別している

など、読みやすさが意識されている。

## 派生形
Verdana Ref は、Microsoftリファレンスの各製品（Microsoft Bookshelf 2000, Encarta Encyclopedia Deluxe 99, Encarta Virtual Globe 99, Office 2000 Premium, Publisher 2000）で使われていた特注版である。MS Reference Sans Serif はその派生形で、太字やイタリックを追加しておりMicrosoft Encartaで使われている。
マシュー・カーターとマイクロソフトがVerdanaより前の1994年に開発したTahomaはVerdanaに似たフォントであるが、文字間が若干狭く文字幅も小さい。 Windows MobileのコアフォントであるNinaはTahomaとVerdanaをより凝縮したフォントである。
Windows Vista以降の日本語版Windows OSに標準搭載されているメイリオの欧文フォント部分は、Verdanaをベースに作成されている。